# ساحل مسطح

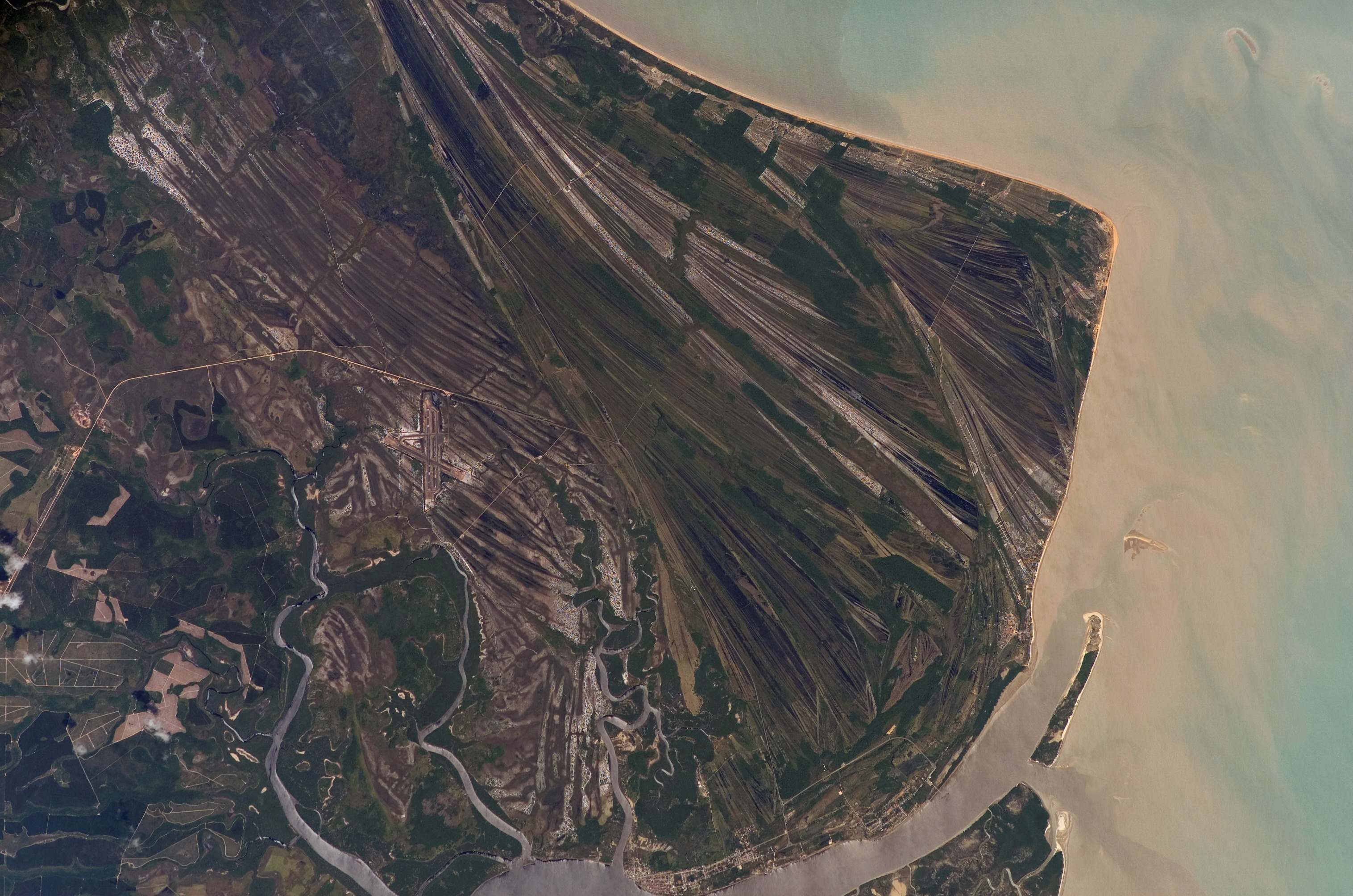
ساحل كرفل المسطح، مقاطعة باهيا (البرازيل)

الساحل المسطح هو حزام واسع من الرمال علي طول خط الساحل مع سطح من الكثبان الرملية المتوازية أو الشبه متوازية مفصولة بمنخفضات ضحلة. لا تحتوي السواحل (الشواطئ) المسطحة علي مستنقعات مدية أو بحيرات شاطئية علي خط الساحل علي عكس الجزر الحاجزة، أيضا لاتوجد بها قنوات مدية أو بوغاز كما في الجزر الحاجزة. تنشاء السواحل المسطحة من إعادة توزيع الأمواج والتيارات البحرية للرواسب الخشنة علي كلا جانبي النهر.
- غرب لويزيانا
- شرق تكساس
- الساحل الغربي لناميبيا
- جنوب شرق وجنوب غرب أستراليا، وفي خليج كاربنتاريا